# Кулінарна книга

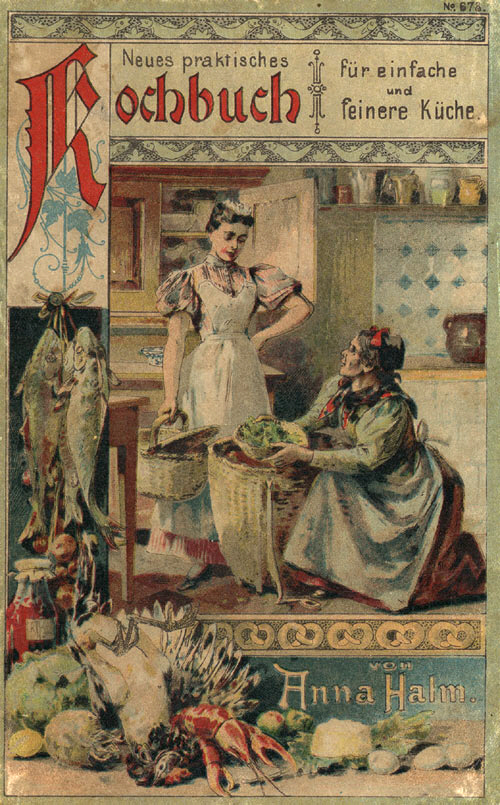
Кулінарна книга, що видана в Німеччині, 1900 рік

Кулінарна книга — видання, що вміщує в собі колекцію рецептів приготування їжі. Сучасні версії можуть також вміщувати барвисті ілюстрації та рекомендації щодо купівлі якісних інгредієнтів або їх заміни. Кулінарна книга також може охоплювати широкий діапазон теми, в тому числі: історичні довідки про традиційні кухні різних держав, методи приготування їжі на щодень чи для урочистих подій, рецепти та коментарі від відомих шеф-кухарів, діячів культури та мистецтва, а також культурний коментар.

## Історія
Найдавніші кулінарні записи переважно було списками рецептів високої кухні, створені в основному або надати звіт про улюблені страви автора або для підготовки професійних кухарів для проведення бенкетів для знаті. Більшість таких давніх кулінарних книг мають лише обмежене соціологічне або кулінарне значення, адже позбавлені значних ділянок стародавньої кухні, таких як селянська їжа, хліб і овочеві страви, занадто простих для вишуканої трапези.

Найдавніше зібрання рецептів, яке збереглося, написане латиною. Оригінал було створено десь в I столітті до н. е. і його авторство часто пов'язують з іменем римського гурмана Маркуса Габія Апіція. Збережений текст мабуть був складений наприкінці IV або на початку V століття. Перше друковане видання датоване 1483 роком. Автор описує суміш стародавньої грецької та римської кухні, але також і дещо деталей з підготовки та приготування їжі. Незважаючи на пізню появу книги, вона представляє останній прояв кухні Античності.
Після довгої перерви у книговиданні книги кулінарних рецептів почали з'являтися у Європі лише наприкінці XIII століття. З них збереглося близько сотні, деякі фрагментарно, у варіантах до друку. Найранішні середньовічні рецепти були знайдені в данському рукописі, датованому приблизно 1300 р., який в свою чергу є копією старовинних текстів кінця XII — поч. XIII ст.
Німецькі рукописи є одними з найчисленніших. Серед них «Книга доброї їжі» (Daz buch von guter spise), написана в 1350 р. в Вюрцбургу і «Рецепти кухаря-майстра» (Kuchenmeysterey), перша друкована книга про кулінарію (1485 р.).

Дві французькі колекції рецептів: знана книга Le Viandier («Провізор») була складена наприкінці XIV ст. Гійомом Тірелем, шеф-кухарем двох французьких королів; і Le Menagier de Paris («Управляючий Парижа») — побутова книга, написана анонімом з середнього класу в 1390-х роках.
З книг Південної Європи XIV ст.зберігся каталонський рукопис Llibre de Sent Soví («Книга Святої Софії») і кілька італійських збірників, зокрема, венеціанський Libro per Cuoco, що містить 135 рецептів в алфавітному порядку. А також друкований примірник De honesta voluptate («Про почесні задоволення»), вперше опублікований в 1475 році, є одним з перших кулінарних видань на основі ідеалів Відродження. Це видання було описано як «Антологія, що закрила книгу середньовічної італійської кухні».

Англійська кулінарна книга вперше описувала рецепт равіолі (1390-ті рр.), це було видання Forme of Cury кінця XIV ст., створене шеф-кухарем короля Річарда II.

## Типи кулінарних книг
Кулінарні книги, які служать основною для освоєння принципів приготування (іноді називають «Кухонною Біблією») почали з'являтися на початку Нового часу. Вони представили не тільки рецепти, але в цілому інструкції технік приготування їжі і ведення домашнього господарства. Такі книги були написані в першу чергу для домогосподарок, а іноді і для домашньої прислуги. Деколи такі книги як The Joy of Cooking (США), La bonne cuisine de Madame E. Saint-Ange (Франція), The Art of Cookery (Велика Британія, США), Il cucchiaio d'argento (Італія), а також «Подарунок молодим господаркам»(Росія) виступали як гід по рецептах національних кухонь. У зв'язку з появою таких книг розвинулись і навчальні кулінарні книги, в яких рецепти поєднуються з поглибленим, покроковим описом, щоб навчити початківців основних понять і методів. У літературі про національну кухню, люди можуть знайти традиційні рецепти певної держави чи культури.
Міжнародні та етнічні кулінарні книги діляться на дві категорії: кухня-посилання до інших культур, перекладені на інші мови та переклад книги рецептів іншої культури, адаптований для іншої мови, методів та інгредієнтів нової читацької аудиторії. Останній стиль видань часто перетворюється у своєрідну кулінарну подорож.

Професійні кулінарні книги призначені для використання в роботі шеф-кухаря і для навчання студентів таких спеціальностей. Іноді вони переростають у виключно навчальні видання, що можуть поєднувати інформацію про приготування їжі, а також сервіс загалом. Як правило, такі книги подають приготування страв на велику кількість порцій одразу, бо розраховані на застосування у ресторанах та закладах харчування. Такі книги вперше з'явились в часи Середньовіччя, а зараз набули чималої популярності. Найбільшу кількість навчальних книг на даний момент випускає Американський Кулінарний Інститут.
Книги на одну конкретну тему, як правило, розповідають про страви з зазначеного інгредієнту, приготування у окремій техніці, або про клас рецептів, які є різновидами однієї страви.
Збірники рецептів являють собою унікальний жанр кулінарної літератури. Такі видання про домашню кухню, часто документують регіональні, етнічні, сімейні і соціальні традиції, а також місцеву історію.
Кулінарні книги можуть також містити рецепти від знаних шеф-кухарів (особливо авторів кулінарних шоу) або рестораторів чи відомих осіб шоу-бізнесу. Багато таких книг написані для аудиторії кулінарного ТВ-шоу та є частиною розширеної серії книг, що можуть випускатись протягом кількох років.
Також виділяються кулінарні енциклопедії та довідники, що підсумовують в собі різнопланові відомі рецепти або пояснюють кулінарні терміни. І якщо довідники призначені для професійного користування кухарями чи студентами таких спеціальностей, то енциклопедії руйнують поняття традиційного довідкового видання. Це книги, що вміщують перелік рецептів та порад щодо приготування, та можуть бути орієнтованими на різні читацькі групи.
Кулінарні книги присутні у всіх видах літератури, та на сьогодні не існує єдиної усталеної тематичної кваліфікації таких видань. Теми, які охоплюють кулінарні книги, часто переходять у іншу інформативну нішу, охоплюючи все — від рецептів та кулінарних історій до книг про правильне харчування чи методик оздоровлення, мистецтва прикрашання страв та столу.

## Див.також
- Цвєк Дарія Яківна